# Pedro Morales Torres
Pedro Morales Torres (* 8. August 1932 in La Serena; † 13. September 2000 in Santiago de Chile) war ein chilenischer Fußballspieler und -trainer. Als Trainer gewann er dreimal die chilenische Meisterschaft und trainierte 1974 bis 1975 und 1985 die Nationalmannschaft Chiles.

## Vereinskarriere
Als Spieler hatte der gelernte Sportlehrer Pedro Morales seine aktive Karriere bei Deportes La Serena.

## Trainerkarriere
Pedro Morales begann seine Trainertätigkeit 1960 in der Jugend des CSD Colo-Colo und arbeitete als Co-Trainer für die erste Mannschaft. 1966 wurde er erst Interimstrainer, 1967 dann Cheftrainer. Danach trainierte der gelernte Sportlehrer die chilenischen Klubs Deportes La Serena, San Antonio Unido, Deportivo Ñublense und CD Huachipato. Bei Huachipato gewann Morales 1974 die nationale Meisterschaft. Ab 1973 war Morales zudem Co-Trainer der Nationalmannschaft unter Luis Álamos und übernahm im Folgejahr das Nationalteam. Er dirigierte das Team bei der Copa América 1975, schied aber mit La Roja in der Gruppenphase aus.
Nach den Tätigkeiten bei Huachipato und der Nationalelf trainierte Pedro Morales weitere Klubs der chilenischen Primera División, darunter den Everton, mit dem er 1976 Meister wurde und erneut Colo-Colo, mit dem er 1979 die Meisterschaft gewinnen konnte. 1984 führte er die chilenische U-23 zu den Olympischen Spielen 1984. Dort schaffte das Team den Sprung als Gruppenzweiter ins Achtelfinale, unterlag dort Italien mit 0:1 nach Verlängerung. 1985 leitete Morales erneut die Nationalmannschaft Chiles nach dem Rücktritt von Vicente Cantatore. In der Qualifikation zur Fußball-Weltmeisterschaft 1986 in Mexiko unterlag Chile Paraguay im Play-off-Finale und verpasste somit die Endrundenteilnahme. 1990 wurde Torres noch einmal Trainer von Universidad de Chile und blieb dort bis 1991.
Im Jahr 2000 starb Pedro Morales an einer Leber- und Nierenerkrankung im Krankenhaus des Clínico de la Universidad Católica.

## Erfolge
Huachipato
- Chilenischer Meister: 1974

Everton
- Chilenischer Meister: 1976

Colo-Colo
- Chilenischer Meister: 1979